# Ізралевський Борис Львович
Бори́с Льво́вич Ізралевський (рос. Борис Львович Изралевский; 5(17) жовтня 1886 — 1969) — російський скрипаль, диригент. Завідувач музичної частини Московського художнього академічного театру в 1909—1953 роках. Заслужений діяч мистецтв РРФСР (1938).

## Життєпис
1909 року закінчив Московську консерваторію. Відтоді і до 1953 року завідував музичною частиною Московського художнього академічного театру.
Помер 1969 року. Поховано на Новодівочому цвинтарі в Москві.